# نيللي
نيللي (3 يناير 1951 -)، ممثلة وفنانة استعراضية مصرية. اشتهرت منذ طفولتها من خلال تقديمها للعديد من الأعمال الفنية السينمائية، ولكن جاءت شهرتها الحقيقة من خلال تقديمها لفوازير رمضان والتي توجتها ملكة على عرش الفوازير.

## عن حياتها
ولدت نيلّلي آرتين غالفيان في القاهرة لأسرة مصرية ذات جذور أرمنية، وهي أخت الممثلة المصرية التي اشتهرت وهي طفلة فيروز بلقب الطفلة المعجزة فيروز وابنة خال الممثلة لبلبة.

## بدايتها
بدأت مشوارها الفني وهي طفلة صغيرة لم يتجاوز عمرها الأربع سنوات في فيلم الحرمان وبعدها شاركت أخواتها فيروز (ممثلة)و ميرڤت فيلم فيلم عصافير الجنة من انتاج والدها، وشاركت بعدها في أفلام حتى نلتقي (فيلم) وتوبة (فيلم) وفيلم رحمة من السماء (فيلم)وكانت تنبئ بموهبة تمثيلية واضحة وتهوى الغناء والرقص، حيث أن الوالد كان قد بدأ بصقل مواهب الفتيات الثلاث منذ نعومة أظافرهن، بالإضافة إلى المدرسة، أغنى حياتهنّ بدروس باليه وكذلك الموسيقى، بعد ذلك اشتركت الفنانة نيللي في حلقات المسلسل التلفزيوني الرمال الناعمةا. لتنتقل بعدها إلى عالم المسرح حيث وقع عليها الاختيار من قبل بديع خيري لتشارك في دور صغير في مسرحية اوعى تعكر دمك، ونالت قبول الجمهور ودعمهم رغم صغر سنها وساعدها في ذلك إحتضان فرقة الريحاني وخاصة السيدة ماري منيب لتفتح لها الأبواب ويقع إختيار المخرج محمد علوان لتشارك موسيقار الاجيال محمد عبد الوهاب في المسلسل الإذاعي شيء من العذاب وتركت بصمة كبيرة من خلال هذا العمل ،الذي ساعدها في نجاح فيلمها الأول المراهقة الصغيرة (فيلم) ثم اتجهت إلى المسرح لتكون الانطلاقة في مسرحية الدلوعة (مسرحية) وقد تكون من خلال هذه المسرحية نالت لقب الدلوعة، وهي القصة التي جسدتها ايضاً على الشاشة دلع البنات (فيلم) وقد ظهرت موهبتها الغنائية والاستعراضية في الكثير من أفلامها السينمائية وأولها نورا (فيلم 1967) مع الفنان الراحل كمال الشناوي، وكذلك شاركت في بطولة عدد كبير من المسرحيات أهمها مسرحية انقلاب من إخراج جلال الشرقاوي.
في عام 1966 قامت نيللي بأول بطولة مطلقة لها في السينما في فيلم المراهقة الصغيرة، وشكلت مع الفنان صلاح ذو الفقار ثنائي جميل حيث شاركته البطولة في ٧ أفلام منها صباح الخير يا زوجتي العزيزة عام 1969 وامرأة زوجي عام 1970، الرجل الذي فقد ظله (فيلم) ودنيا عام 1974 ولحظة ضعف عام 1981، وكذلك شكلت ثنائى رائع مع الفنان محمود ياسين حيث وصل عدد أعمالهما معا 12 فيلم ومسلسل واحد نذكر منها الوهم (فيلم)،حادث النصف متر (فيلم)، غابة من السيقان (فيلم)، العذاب امراة ونالت عنه جائزة أحسن ممثلة،سيدتي الجميلة (فيلم 1975)، قاع المدينة (فيلم).

## الحياة الأسرية
تزوجت من المخرج حسام الدين مصطفى إلا ان فارق العمر أدى بعد مدة قصيرة إلى الانفصال ،و اعتبر انفصالهما اهدى انفصال في الوسط الفني ، ثم تزوجت من رجل الأعمال المصري خالد بركات ، إلا ان الزواج انتهى بالانفصال بعد مدة من الاعتزال الفني ..

## مهرجان القاهرة السينمائي الدولي
قرر مهرجان القاهرة السينمائي الدولي في دورته 43 عام 2021 منح الفنانة نيللي جائزة الهرم الذهبي التقديرية لإنجاز العمر وذلك تقديرا لموهبتها ومسيرتها الفنية التي بدأت في مرحلة مبكرة من طفولتها، وقال محمد حفظي رئيس المهرجان: 
"إننا سعداء بمنح الفنانة نيللي جائزة الهرم الذهبي التي تعد اكبر وأهم جائزة في المهرجان وتابع نيللي فنانة عظيمة ذات موهبة إستثنائية حيث قدمت أعمال مزجت فيها بين التمثيل والرقص والغناء الأمر الذي ميزها عن فنانات جيلها"

## تكريم و جوائز أخرى
- كرمت الفنانة نيللي في افتتاح مهرجان الإسكندرية السينمائي لدول البحر المتوسط بدورته 40 في 01/10/2024 برئاسة الناقد الأمير اباظة رئيس جمعية كتاب ونقاد السينما ورئيس المهرجان، وبحضور الدكتور احمد فؤاد هنو، وزير الثقافة، والفريق احمد خالد حسن سعيد، محافظ الإسكندرية. وقد حملت الدورة اسم الفنانة الاستعراضية الكبيرة نيللي وأقيم الحفل في القاعة الكبرى بمكتبة الإسكندرية
- كرمت الفنانة نيللي في إفتتاح الدورة 68 من مهرجان المركز الكاثوليكي للسينما برئاسة الأب بطرس دانيال و التي تحمل إسم المخرج الراحل سمير سيف في 29/2/2020
- كرمت الفنانة نيللي من قبل مهرجان الاسكندرية السينمائي الدولي عام 1999 عن مجمل أعمالها
- كرمت الفنانة نيللي عن مجمل أعمالها و تقديرا لمسيرات الفنية من قبل القائمين على Murex d’or في لبنان في دورته الثامنة عام 2008 اقيم الحفل في كازينو لبنان قاعة السفراء.
- كرمت الفنانة نيللي من قبل المهرجان القومي للسينما المصرية في 2008/07/22 حيث أعلن رئيس المهرجان القومي للسينما المصرية الناقد علي أبو شادي. أن الدورة الـ «14» للمهرجان ، سيتم فيها تكريم مجموعة من السينمائيين.. من بينهم الفنانة نيللي
- كرمت الفنانة نيللي عام 2000/05/10 في مهرجان ART  و أكد هشام العوامري مدير قنوات الأفلام بشبكة ART أن المهرجان هذا العام يتضمن تكريماً خاصاً لعدد من كبار نجوم الفن الذين أثروا الشاشة العربية بالكثير من الأعمال الفنية الخالدة.
- كرمت الفنانة نيللي خلال فعاليات مهرجان القاهرة للفنون في دورته الأولى  و التي حملت اسمها عام 2015/11/10
- كرمت الفنانة نيللي من قبل صالون الدكتور ابراهيم زكي  الثقافي في ٢٩ يونيو ٢٠١٦ عن مشوارها الفني خلال الندوة التي أقيمت مساء أمس داخل نادي السيارات وسط البلد افتتحت "نيللى" كلمتها بالتعبير عن مدى فخرها بكونها مصرية وتنتمى لهذه البلد واعربت عن سعادتها لاختيار أعضاء الصالون لها لتكريمها بحضور السيناريست فيصل ندا .د.حسين نوح ، د.أحمد مرتجى .
- كرمت الفنانة نيللي في إحتفالية "50 سنة فن " و التي أقيمت احتفالا باليوبيل الذهبي لمسيرة الفنان محمد صبحيوالتي يكرم فيها رموز الثقافة والفكر والفن والإعلام في مصر على مسرح مدينة سنبل القاهرة في 2020/12/18 .
- كرمت الفنانة نيللي في ختام مهرجان آفاق مسرحية 2014/08/28 من قبل الفنان محمد صبحي بدرع" الوفاء" وهو الدرع المخصص لكبار النجوم والفنانين الذين أثروا الحياة الفنية بالكثير من الأعمال المتميزة والهادفة, وأشاد صبحي بالفنانة نيللي التي حضرت حفلة الختام قائلاً: "أنحني لها احتراماً لأنها إنسانة قبل أن تكون فنانة، ولما أعطته من فن راقٍ وجميل أبهرنا ولا يزال لديها القدرة على هذا العطاء".
- تم إختيار فيلم الرجل الذى فقد ظله ١٩٦٨ الذى إشتركت به الفنانة نيللى ضمن قائمة أفضل 100  فيلم في تاريخ السينما المصرية حسب استفتاء النقاد عام ١٩٩٦ في مئوية السينما المصرية (1896-1996).
- حصلت الفنانة نيللي عل جائزة أحسن ممثلة  عن دورها في فيلم "العذاب إمرأة " من قبل جمعية الفيلم

## أعمالها الفنية
- شاركت الفنانة نيللي في حفل إفتتاح مهرجان الإذاعة و التلفزيون المصري برعاية وزير الثقافة صفوت الشريف و تضمن الحفل فقرات فنية حيث تم عرض أوبريت (كرنفال الجمال) تأليف الشاعر عبد السلام أمين و الحان عمار الشريعي بطولة الفنانة الاستعراضية نيللي و المطرب علي الحجار واخراج محمد عبد النبي ويستعرض الاوبريت ابداعات الفن المصرى وتحية للمبدعين الذين حصلوا على جوائز المهرجان في الاعوام السابقة وذلك من خلال 8 لوحات غنائية لإشهر الاعمال الفائزة .
- شاركت الفنانة نيللي في اوبريت فرحة العمال تأليف عبد العزيز سلام الحان _محمد الموجي إعداد و اخراج _فهمي البكار غناء و تمثيل حسني الموجي صفاء أبو السعود سمير غانم
- فيلم الخط الأبيض الخط الأبيض (فيلم)هو فيلم «منوعات» أبيض وأسود، احتوى على القصة البسيطة والإغنية، ومزج بين عدد من التقنيات المختلفة مثل التصوير السينمائي والرسوم المتحركة، نفذت بعض تقنيات هذا الفيلم لأول مرة في تاريخ السينما المصرية. الفيلم من بطولة نيللي وماهر العطار، إخراج علي مهيب. أنتجه التلفزيون المصري عام 1963 ومدّة عرضه 22 دقيقة ، وحاز الفيلم على الجائزة الأولى الذهبية في المهرجان الدولي للتليفزيون بالإسكندرية سنة 1965.

### من المسرحيات
- المدرسين والدروس الخصوصية
- سوق الحلاوة
- إنقلاب مسرحية
- سندريلا والمداح
- الدلوعة
- العيال الطيبين
- كابريه مسرحيه
- اوعى تعكر دمك
- عريس في اجازة
- الدنيا دولاب مسرحية
- مدرسة المشاغبين

### مسلسلات تلفزيونية
- الدوامة.
- الرمال الناعمة.
- المارد
- عاشت مرتين.
- برديس.
- مبروك جالك ولد.
- شيء من العذاب
- قصاقيص ورق
- إنها مجنونة مجنونة.
- حبيبي الذي لا أعرفه
- سنوات الشقاء والحب
- ألو..رابع مرة
- ألف ليلة وليلة ضوء المكان وبدر التمام 2000

### أفلام سينمائية
- الحرمان.
- رحمة من السماء.
- عصافير الجنة.
- المراهقان (فيلم)
- حتى نلتقي.
- توبة.
- هي والرجال.
- إجازة صيف.
- بنات للحب
- غابة من الرجال
- نورا.
- مجرم تحت الإختبار.
- اللص الظريف.
- صباح الخير يا زوجتي العزيزة.
- دلع البنات.
- المشاغبون.
- المراهقة الصغيرة.
- بيت الطالبات.
- أنا الدكتور.
- الرجل الذي فقد ظله.
- زوجة بلا رجل.
- أسرار البنات.
- الحب سنة 70.
- لا لا يا حبيبي.
- مغامرة شباب (فيلم)
- مذكرات الآنسة منال.
- شياطين البحر.
- كلمة شرف.
- يوم واحد عسل.
- امرأة زوجي.
- شباب في عاصفة.
- عصابة الشيطان.
- ملوك الشر.
- غداً يعود الحب.
- مدينة الصمت.
- ذكرى ليلة حب.
- دنيا.
- قاع المدينة.
- الحب والصمت.
- الشحات.
- نساء الليل.
- امرأة بلا قيد.
- عايشين للحب.
- غابة من السيقان.
- سؤال في الحب.
- صائد النساء.
- العاشقات.
- نساء ضائعات.
- امرأتان.
- شلة الأنس.
- البنت الحلوة الكدابة.
- الدموع في عيون ضاحكة.
- الحساب يا مدموازيل.
- عيب يا لولو يا لولو عيب.
- خطيئة ملاك.
- طائر الليل الحزين.
- عذراء ولكن.
- العذاب امرأة.
- الاعتراف الأخير.
- أهلا يا كابتن.
- الوهم.
- شفاه لا تعرف الكذب.
- دندش.
- لحظة ضعف.
- الغول.
- العاشقة.
- مع تحياتي لأستاذي العزيز.
- حادث النصف متر.
- النشالة/سيدتي الجميلة.
- قط الصحراء.

أفلام تلفزيونية
- أنا وأنت وساعات السفر
- ادم بدون غطاء
- إتنين عالهوا
- اللقاء المر
- ميكانيكا.

### فوازير
قامت ببطولة فوازير رمضان على مدى عشرون عام قدمت خلالها 13 عمل، وكانت بدايتها عام 1975 مع العبقري المخرج فهمي عبد الحميد، حين تم الإتصال بالفنانة نيللي من قبل مسؤول في التلفزيون المصرى، ليعرضوا عليها فكرة الفوازير، ورغم تخوف الفنانة نيللي من الفكرة إلا أن حلم العمل الاستعراضي دفعها للموافقة،تكرر العمل في السنة التالية بإضافة الأفكار التي طورت الفوازير لتظهر بالصورة اللائقة للمشاهد مما أعطاها رونقا وزاد من نجاحها وأصبحت الفوازير جزء لا يتجزء من رمضان (شهر)، إلى أن تقدم عام 1980 العبقري صلاح جاهين بكتابة فوازير عروستي فكانت نقلة نوعية من حيث الاداء الفني الألحان،الأفكار ظهرت بصورة غيرت مسار الفوازير بعدها، وتكرر العمل ذو الخلطة السحرية بقدرات نيللي الفنية والإستعراضية، وعبقرية كل من فهمي عبد الحميد وصلاح جاهين وظهرت فوازير الخاطبة بأبهى صورة، لتتوقف نيللي بعدها عن تقديم فوازير رمضان وتعود للعمل مرةً اخرى بفكرة جديدة عام 1990 مع جمال عبد الحميد لتكرر التجربة عام 1991/1992/1995 مع محمد عبدالنبي مخرج وعام 1996 مع المخرج اشرف لولي رافق الفنانة نيللي على مدى سنوات عملها في الفوازير مصمم الإستعراض حسن عفيفي وكوكبة من من الملحنين أمثال عمار الشريعي وحلمي بكر ومن المؤلفين نذكر عبد السلام أمين بالإضافة إلى إشتراك كوكبة من الفنانين أمثال هاني شاكر ووليد توفيق، إيهاب توفيق، محمود الجندي، عائشة الكيلاني وغيرهم الكثير:
- فوازير صورة وفزورة 1975
- فوازير صورة وفزورتين 1976
- فوازير صورة وتلات فوازير 1977
- فوازير صورة و30 فزورة 1978.
- فوازير التمبوكا 1979
- فوازير عروستي 1980.
- فوازير الخاطبة 1981.
- فوازير عالم ورق 1990.
- فوازير صندوق الدنيا 1991.
- فوازير أم العريف 1992.
- فوازير الدنيا لعبة 1995.
- فوازير زي النهاردة 1996.

### مسلسلات إذاعية
- شيء من العذاب 1966
- سنة أولى حب 1967
- رصاصة في القلب 1985
- هيام وفارس الأحلام 1986
- إمرأة في ورطة 2006

### برامج تلفزيونية
قدمت الفنانة نيللي عدة برامج تلفزيونية فنية كما إشتركت كعضو في لجنة تحكيم البعض منها :
- ذا اكس فاكتور ارابيا 2006
- ستوديو الفن 2003
- الجانب الأخر
- تاراتاتا (برنامج) حلقة عبد الحليم حافظ

### برامج الأطفال
قدمت نيللي اغاني كثيرة للاطفال وكان أهمها اوبريت اللعبة عرض عام 1987 على شاشة التلفزيون المصرى بمناسبة أعياد الطفولة من تأليف صلاح جاهين ألحان هاني شنودة إخراج رحمي وقامت الفنانة نيللي بتصميم الإستعراضات،و لاقى العمل نجاحا كبيرا وًعرض لخمس مرات خلال شهرين وذلك بناء على إلحاح الجمهور.
و كذلك قدمت للمؤلف صلاح جاهين والحان هاني شنودة أغنية "يا عصفورة العصافير "و اغنية "التورتة "في فيلم" إثنين على الهوا"
و من أشهر أغاني الأطفال اغنية:"كان في فراشة صغنططة " من كلمات سيد حجاب وألحان عمار الشريعي والتي أدتها في مسلسل مبروك جالك ولد وأغاني متفرقة زينت المسلسل ، مثل:
- "سلم المزيكا"
- "باي باي يا حبايبي يا حلوين"
- "سواقنا مافيش زيو"

أغاني متفرقة سجلت خصيصا للأطفال :
- ”ستو قلب ماما “
- ”رشاد أخو رنا “
- ”الشاطر مين؟ أحمد”
- “كل سنة وانت طيبة يا ماما”

## وصلات خارجية
- نيللي على موقع IMDb (الإنجليزية)
- نيللي على موقع قاعدة بيانات الأفلام العربية
- نيللي على موقع قاعدة بيانات الفيلم (الإنجليزية)